# Henri Castelli
Henri Lincoln Fernandes Nascimento, mais conhecido como Henri Castelli (São Bernardo do Campo, 10 de fevereiro de 1978), é um ator brasileiro.

## Biografia
Castelli foi contratado pela Rede Globo em 1998 para fazer uma pequena participação na minissérie Hilda Furacão e na telenovela Pecado Capital como Lobato, um coadjuvante. Nos anos seguintes ele atuou como Dino, Pércio, Breno e José de Castro nas telenovelas Esplendor, As Filhas da Mãe, Um Anjo Caiu do Céu e O Quinto dos Infernos, respectivamente.
O primeiro papel de Castelli como protagonista foi na nona temporada de Malhação em 2002, onde ele protagonizou Pedro Rodrigues. Em 2004 ele deu vida ao seu primeiro vilão, Jorge Junqueira (J.J.) em Como uma Onda. Castelli atuou pouco tempo em Belíssima, devido seu personagem ter uma morte misteriosa logo no início da trama. Em 2006 ele atuou mais uma vez como vilão, dessa vez Estevão Pacheco em Cobras & Lagartos. Castelli também co-protagonizou em Caras & Bocas o personagem Vicente Foster.
Oito anos depois de sua última minissérie, Castelli atuou em 2010 em Na Forma da Lei como o protagonista Edgar Mourão. Após 7 anos, em 2013 ele voltou a atuar como personagem principal em uma novela, sendo Cassiano Soares em Flor do Caribe, junto com Grazi Massafera. Em 2015, Castelli viveu mais um vilão, o Gabriel Brenner (Gabo) em I Love Paraisópolis. Em 2016, atuou em Sol Nascente.

## Vida pessoal
De 2005 a 2007 viveu junto com a modelo Isabeli Fontana, com quem teve um filho, Lucas Fontana, nascido em 23 de outubro de 2006.. Durante o batizado do menino, em 2007, a modelo confirmou a separação do casal. Em 2008 começou a namorar a atriz Fernanda Vasconcellos, com quem permaneceu até 2012. De 2013 a 2014 morou com a empresária Juliana Despirito, com quem teve sua segunda filha, Maria Eduarda, nascida em 11 de janeiro de 2014. O casal separou-se no mesmo ano. De 2016 a 2018 foi namorado da advogada Maria Fernanda Saad.
Henri é torcedor do time de futebol São Paulo e adepto da Umbanda, tendo como mentora espiritual a mãe de santo Neide Oyá D'Oxum.

## Filmografia

### Televisão
| Ano       | Título                       | Personagem                                   | Notas                                          |
| --------- | ---------------------------- | -------------------------------------------- | ---------------------------------------------- |
| 1998      | Hilda Furacão                | Celso                                        | Episódio: "11 de junho"                        |
| 1998      | Pecado Capital               | Lobato                                       |                                                |
| 1999      | Você Decide                  | Rodrigo                                      | Episódio: "O Lobisomem"                        |
| 1999      | Você Decide                  | Léo                                          | Episódio: "O Dilema de Rosane"                 |
| 2000      | Esplendor                    | Dino                                         |                                                |
| 2000      | A Turma do Didi              | Jorginho                                     | Episódio: "27 de agosto"                       |
| 2001      | Um Anjo Caiu do Céu          | Breno Oliveira                               |                                                |
| 2002      | O Quinto dos Infernos        | Francisco de Castro Canto e Melo (Chiquinho) |                                                |
| 2002      | Malhação                     | Pedro Rodrigues                              | Temporadas 9–10                                |
| 2003      | Celebridade                  | Hugo Magno Soares                            |                                                |
| 2003-2005 | Pânico na TV                 | Morte                                        | Participação especial                          |
| 2004      | Como uma Onda                | Jorge Junqueira (J.J.)                       |                                                |
| 2005      | Belíssima                    | Pedro Assunção                               | Episódios: "7–22 de novembro"                  |
| 2006      | Cobras & Lagartos            | Estevão Pacheco                              |                                                |
| 2008      | Casos e Acasos               | Sérginho                                     | Episódio: "A Fuga Arriscada"                   |
| 2008      | Casos e Acasos               | Marlon                                       | Episódio: "A Noiva, o Desempregado e o Fiscal" |
| 2008      | Casos e Acasos               | Marcelo                                      | Episódio: "O Ex, a Promoção e o Vizinho"       |
| 2008      | Faça Sua História            | Pedrão                                       | Episódio: "O Noivo Sumiu"                      |
| 2009      | Caras & Bocas                | Vicente Foster                               |                                                |
| 2010      | Na Forma da Lei              | Edgar Mourão                                 |                                                |
| 2011      | Araguaia                     | Rudy Lambertini                              | Episódios: "18 de fevereiro–8 de abril"        |
| 2011      | O Astro                      | Felipe Cerqueira                             |                                                |
| 2012      | Acampamento de Férias        | Simão                                        | Temporada 3                                    |
| 2012      | Gabriela                     | Rômulo Vieira                                |                                                |
| 2013      | Flor do Caribe               | Cassiano Soares                              |                                                |
| 2015      | I Love Paraisópolis          | Gabriel Brenner (Gabo)                       |                                                |
| 2016      | Totalmente Demais            | Ele mesmo                                    | Episódio: "8 de fevereiro"                     |
| 2016      | Sol Nascente                 | Rafael Martinez de Freitas (Ralf)            |                                                |
| 2017      | TOC's de Dalila              | Mário                                        | Temporada 2                                    |
| 2017      | Tempo de Amar                | Teodoro de Magalhães                         |                                                |
| 2019      | Malhação: Toda Forma de Amar | Carlos Madureira (Madureira)                 | Temporada 27                                   |
| 2020      | Simples Assim                | Inácio                                       | Episódio: "17 de outubro"                      |
| 2024      | Dança dos Famosos            | Participante                                 | Temporada 21                                   |

### Cinema
| Ano  | Título                    | Papel          | Notas          |
| ---- | ------------------------- | -------------- | -------------- |
| 2019 | O Fugitivo                | Fugitivo       | Curta-metragem |
| 2020 | De Perto Ela Não É Normal | Oliver         |                |
| 2023 | Operação Borboleta        | Detetive Hélio |                |
| 2024 | Licença para Enlouquecer  | Alaor          | [ 20 ]         |

## Teatro
| Ano  | Título                            | Papel         |
| ---- | --------------------------------- | ------------- |
| 2009 | Vidas Divididas                   | Namorado      |
| 2012 | Meu Ex-Imaginário                 | Ricardo Bruno |
| 2025 | Paixão de Cristo de Pacatuba - CE | Jesus         |

## Prêmios e indicações
| Ano  | Prêmio                | Categoria   | Indicação      | Resultado | Ref    |
| ---- | --------------------- | ----------- | -------------- | --------- | ------ |
| 2014 | Prêmio Contigo! de TV | Melhor Ator | Flor do Caribe | Indicado  | [ 21 ] |